# Rui Manuel Sousa Valério
Rui Manuel Sousa Valério (Ourém, 24 dicembre 1964) è un patriarca cattolico portoghese, dal 10 agosto 2023 patriarca di Lisbona.

## Biografia

### Formazione e ministero sacerdotale
Dopo aver ricevuto la formazione primaria e secondaria, ha emesso la professione religiosa nella Compagnia di Maria il 6 ottobre 1990. Al termine del percorso di formazione svolto a Roma presso la Pontificia Università Lateranense e presso la Pontificia Università Gregoriana, ha ricevuto l'ordinazione sacerdotale il 23 marzo 1991.

### Ministero episcopale

Stemma da vescovo

Il 27 ottobre 2018 papa Francesco lo ha nominato ordinario militare in Portogallo. Ha ricevuto la consacrazione episcopale il 25 novembre successivo, per imposizione delle mani del cardinale Manuel José Macário do Nascimento Clemente, co-consacranti il vescovo di Porto Manuel da Silva Rodrigues Linda e quello di Santarém José Augusto Traquina Maria. Come suo motto episcopale ha scelto In manibus tuis.
Il 10 agosto 2023, dopo pochi giorni dalla conclusione della XXXVII Giornata mondiale della gioventù svoltasi proprio a Lisbona, lo stesso papa lo ha promosso patriarca di Lisbona; contestualmente è succeduto al cardinale Manuel José Macário do Nascimento Clemente, dimissionario per raggiunti limiti d'età. La presa di possesso come 18º patriarca di Lisbona ha avuto luogo il 2 settembre. Secondo la tradizione, l'ingresso solenne è avvenuto il giorno successivo, domenica, presso il monastero dos Jerónimos.
Secondo il privilegio concesso al patriarcato di Lisbona da papa Clemente XII il 17 dicembre 1737, con la bolla Inter praecipuas, Valério avrebbe dovuto essere elevato a cardinale nel primo concistoro dopo la sua elezione, ma nei concistori del 30 settembre 2023 e del 7 dicembre 2024 non ha ricevuto la berretta cardinalizia.

## Genealogia episcopale e successione apostolica
La genealogia episcopale è:
- Cardinale Scipione Rebiba
- Cardinale Giulio Antonio Santori
- Cardinale Girolamo Bernerio, O.P.
- Arcivescovo Galeazzo Sanvitale
- Cardinale Ludovico Ludovisi
- Cardinale Luigi Caetani
- Cardinale Ulderico Carpegna
- Cardinale Paluzzo Paluzzi Altieri degli Albertoni
- Papa Benedetto XIII
- Papa Benedetto XIV
- Cardinale Enrico Enriquez
- Arcivescovo Manuel Quintano Bonifaz
- Cardinale Buenaventura Córdoba Espinosa de la Cerda
- Cardinale Giuseppe Maria Doria Pamphilj
- Papa Pio VIII
- Papa Pio IX
- Cardinale Alessandro Franchi
- Cardinale Gaetano Aloisi Masella
- Cardinale José Sebastião d'Almeida Neto, O.F.M.Disc.
- Vescovo António José de Souza Barroso
- Vescovo Manuel Luís Coelho da Silva
- Cardinale Manuel Gonçalves Cerejeira
- Cardinale António Ribeiro
- Cardinale José da Cruz Policarpo
- Cardinale Manuel José Macário do Nascimento Clemente
- Patriarca Rui Manuel Sousa Valério

La successione apostolica è:
- Vescovo Nuno Isidro Nunes Cordeiro (2024)
- Vescovo Alexandre Coutinho Lopes de Brito Palma (2024)
- Vescovo Rui Augusto Jardim Gouveia (2025)
- Vescovo José Miguel Barata Pereira (2025)